# 27e cérémonie des Hong Kong Film Awards
La 27e cérémonie des Hong Kong Film Awards a eu lieu le 14 avril 2008. Les gagnants sont en gras. (il peut s'agir des titres internationaux ou/et de noms d'artistes vers des articles non-redirigés)
Le film Les Seigneurs de la guerre de Peter Chan est récompensé de huit prix dont ceux du meilleur film et du meilleur réalisateur,.

## Meilleur film
- Les Seigneurs de la guerre de Peter Chan
  - Eye in the Sky de Yau Nai-hoi
  - Mad Detective de Johnnie To
  -  Protégé de Derek Yee
  - The Postmodern Life of My Aunt de Ann Hui

## Meilleur réalisateur
- Peter Chan pour Les Seigneurs de la guerre
  - Yau Nai-hoi pour Eye in the Sky
  - Johnnie To pour Mad Detective
  - Derek Yee pour  Protégé
  - Ann Hui pour The Postmodern Life of My Aunt

## Meilleur scénario
- Wai Ka-fai pour Mad Detective
  - Yau Nai-hoi pour Eye in the Sky
  - Derek Yee pour Les Seigneurs de la guerre
  - Xu Lan pour  Protégé
  - Li Qiang (en) pour The Postmodern Life of My Aunt

## Meilleur acteur
- Jet Li (Les Seigneurs de la guerre)
  - Aaron Kwok (The Detective)
  - Andy Lau (Les Seigneurs de la guerre)
  - Simon Yam (Eye in the Sky)
  - Lau Ching-wan (Mad Detective)

## Meilleure actrice
- Siqin Gaowa (The Postmodern Life of My Aunt)
  - Zhang Jing-chu ( Protégé)
  - Rene Liu (Kidnap)
  - Teresa Mo (Mr. Cinema)
  - Charlene Choi (Simply Actors)

## Meilleur second rôle masculin
- Andy Lau ( Protégé)
  - Nick Cheung (Exodus)
  - Ronald Cheung (Mr. Cinema)
  - Louis Koo ( Protégé)
  - Chow Yun-fat (The Postmodern Life of My Aunt)

## Meilleur second rôle féminin
- Susan Shaw (The Pye-Dog)
  - Karen Mok (Mr. Cinema)
  - Anita Yuen (Protégé)
  - Zhao Wei (The Postmodern Life of My Aunt)
  - Maggie Shiu (Eye in the Sky)

## Révélation acteur ou actrice
- Kate Tsui (Eye in the Sky)
  - Linda Chung (Love is not all around)
  - Tung Tsei-tsz (Protégé)
  - Hui Wen-jun (The Pye-Dog)
  - Yun Wong-hau (Besieged City)

## Meilleur espoir réalisateur
- Yau Nai-hoi (Eye in the Sky)
  - Derek Kwok (The Pye-Dog)
  - Adam Wong (Magic Boy)

## Meilleure photographie
- Arthur Wong pour Les Seigneurs de la guerre

## Meilleur montage
- Eric Kong pour  Protégé

## Meilleur film asiatique
- Lust, Caution de Ang Lee ( Chine)
  - Secret de Jay Chou ( Chine)
  - The Sun Also Rises de Jiang Wen ( Chine)
  - Tokyo Tower : Mom & Me, And Sometimes Dad  ( Japon)
  - Air de Zhang Yang ( Chine)

## Récompenses spéciales

### Lifetime Achievement Award
- Raymond Chow

### Professional Spirit Award
- Lydia Shum